# ستيفن ر. جونسون
ستيفن ر. جونسون (بالإنجليزية: Stephen R. Johnson)‏ هو رسام رسوم متحركة أمريكي، ولد في 12 يوليو 1952، وتوفي في 26 يناير 2015.

## وصلات خارجية
- ستيفن جونسون على موقع IMDb (الإنجليزية)
- ستيفن جونسون على موقع ميوزك برينز (الإنجليزية)
- ستيفن جونسون على موقع قاعدة بيانات الفيلم (الإنجليزية)